# Levene Gouldin & Thompson Tennis Challenger 2007
Il Levene Gouldin & Thompson Tennis Challenger 2007 è stato un torneo di tennis facente parte della categoria ATP Challenger Series nell'ambito dell'ATP Challenger Series 2007. Il torneo si è giocato a Binghamton negli Stati Uniti dal 6 al 12 agosto 2007 su campi in cemento.

## Vincitori

### Singolare
Thomas Johansson ha battuto in finale  Dušan Vemić con il punteggio di 6–4, 7–6(7)

### Doppio
Scott Oudsema /  Ryan Sweeting hanno battuto in finale  Richard Bloomfield /  Kyu-Tae Im con il punteggio di 7–6(5), 7–5